# Crocidura desperata
Crocidura desperata је сисар из реда Soricomorpha и фамилије Soricidae.

## Угроженост
Ова врста се сматра угроженом.

## Распрострањење
Ареал врсте је ограничен на једну државу. 
Танзанија је једино познато природно станиште врсте.

## Станиште
Станишта врсте су шуме, планине и бамбусове шуме преко 1500 метара надморске висине.